# Yoshitaka Amano
Yoshitaka Amano (天野 喜孝 (antigamente 天野 嘉孝), Amano Yoshitaka) nascido a 28 de Julho de 1952 é um artista character designer, cenógrafo e figurinista japonês. A sua carreira teve início como ilustrador e ganhou fama pelas suas ilustrações de Vampire Hunter D, desenhos de personagens e paisagens e design de logos para a série de videojogos Final Fantasy da Square Enix.

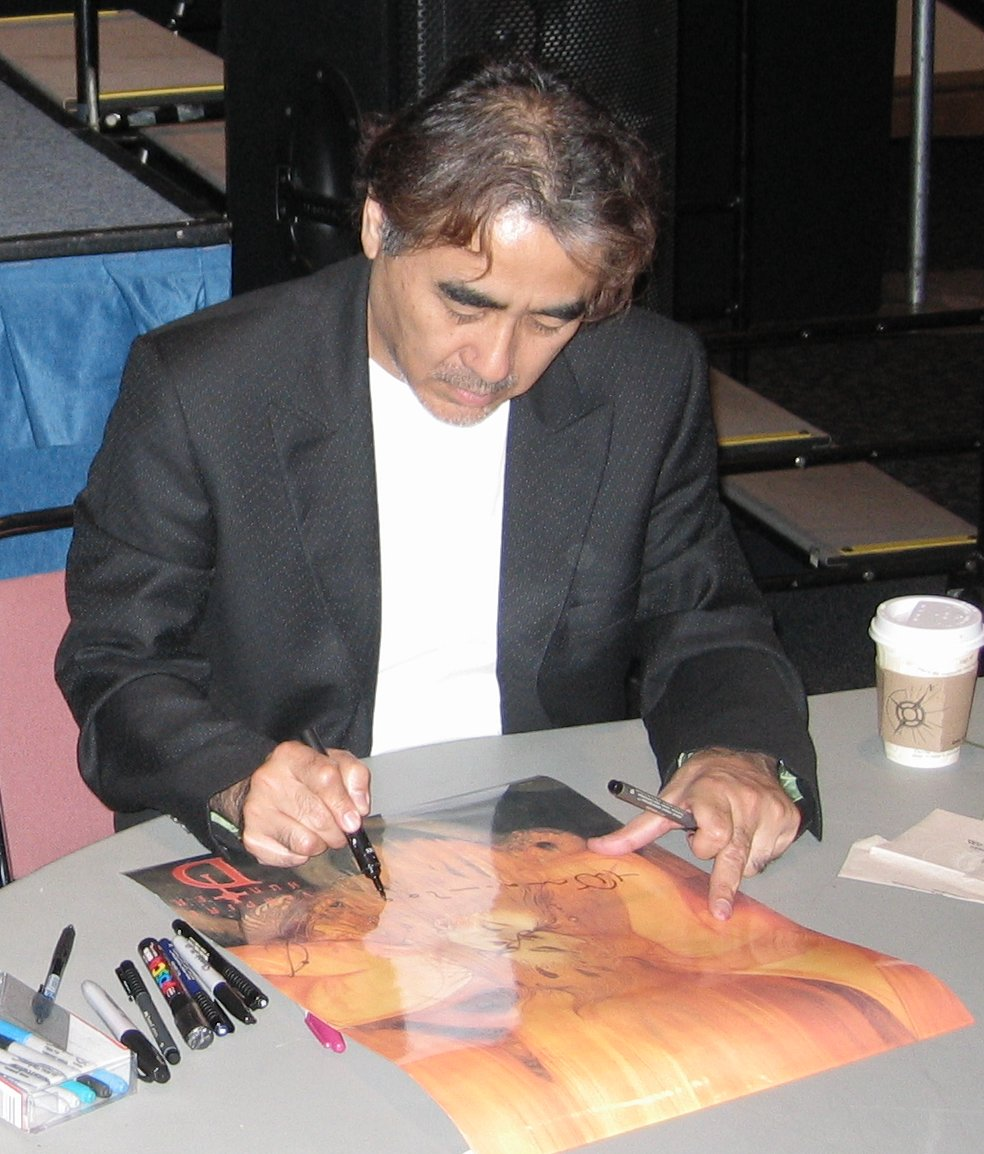
Yoshitaka Amano

Iniciou sua carreira aos 15 anos de idade no estúdio Tatsunoko Production, trabalhando na série Gatchaman.
As suas influências incluem banda desenhada ocidental, art nouveau, e serigrafia japonesa. Ele ganhou vários prémios pelo seu trabalho, incluído o prémio Bram Stoker de 1999 pela sua colaboração com Neil Gaiman em Sandman: The Dream Hunters. Em princípios de 2010, Amano fundou o Studio Devaloka, uma empresa cinematográfica.